# C70 الفوليرين
C70 الفوليرين هو جزيء فوليرين يتكون من 70 ذرة كربون بنيتة تشبه قفص حلقي مدمج يشبه كرة الرجبي، مكون من من 25 سداسي و 12 خماسي،مع ذرة كربون في رؤوس كل مضلع ومرتبطة على طول كل حافة المضلع.جزيء الفوليرين ذو الصلة، يدعى البوكمينستر فوليرين، يتكون من 60 ذرة كربون.
حضر لأول مرة عمدا في عام 1985 من قبل الكيميائي البريطاني هارولد كروتو الكيميائي الأمريكي جيمس أر. هيث ، شون أوبراين، روبرت كيرل وريتشارد سمولي في جامعة رايس. . منح كروتو، كيرل وسمولي جائزة نوبل في الكيمياء لعام 1996 لأدوارهم في اكتشاف الفوليرين القفصي.التسمية تكريم للمعماري ريتشارد بوكمينستر فولر، مصمم القبة الجيوديسية التي تشبه هذه الجزيئات.
ويشار إلى أن أكتشاف كرات بوكي كان مصادفة، حيث كان العلماء يهدفون إلى إنتاج البلازما الكربونية لتكرار ووصف المادة المجهولة بين النجوم . وأشار تحليل الطيف الكتلي للمنتج إلى تشكيل جزيئات الكربون الكروي.